# جرجيس
جرجيس : مدينة تقع في الجنوب الشرقي للبلاد التونسية على بعد 540 كم من العاصمة تونس، وتمتد شبه جزيرة جرجيس التي يحيطها المتوسط جنوبا وشمالا وشرقا، إلى الغرب لتعانق أراضيها قسما كبيرا من سهل الجفارة الكبير.
تحتضن المدينة فريق الترجي الرياضي الجرجيسي الذي ينشط في الرابطة الأولى التونسية المحترفة لكرة القدم. وفريقين: الزيتونة الرياضية بشماخ والاتحاد الرياضي بجرجيس وينشطان في الرابطة الثالثة باعتبارهما فريقين ناشئين.

## تاريخ وجغرافيا المدينة

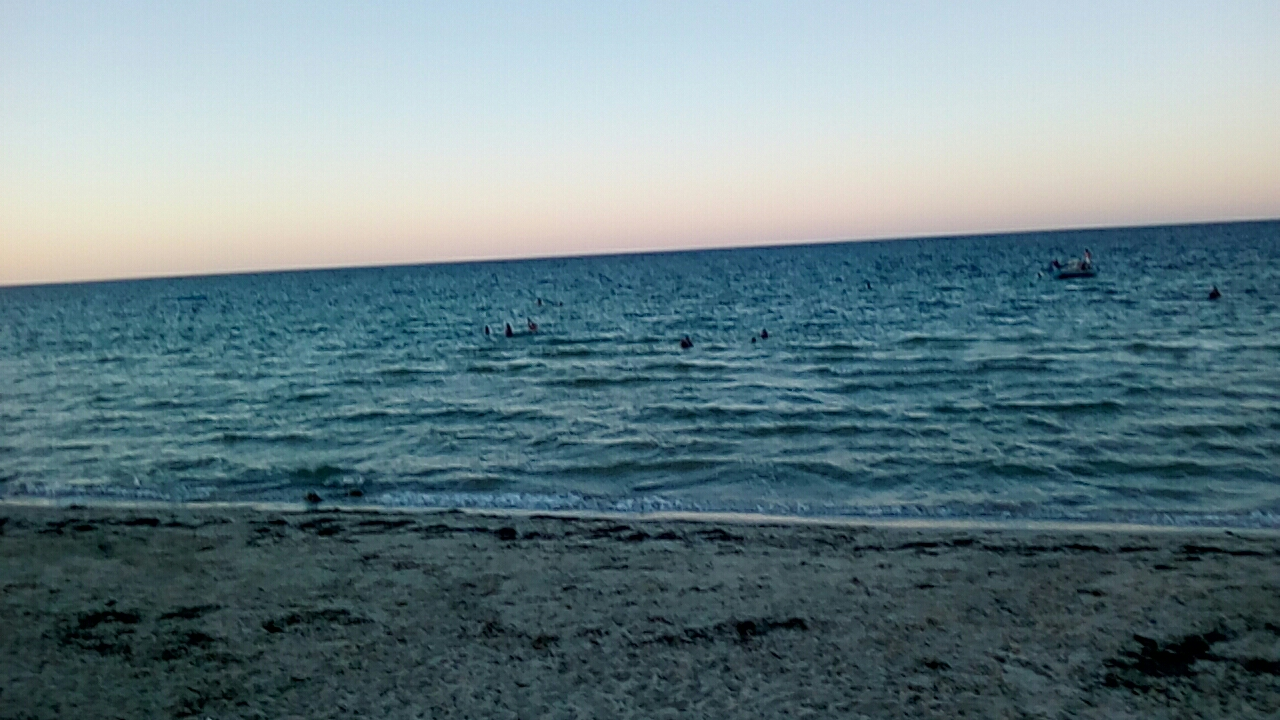
صورة لأحد شواطئ جرجيس عند الغروب

تعود نشأة شبه جزيرة جرجيس إلى منتصف القرن السادس عشر ميلادي وتمتد من الساحل الجنوبي للبحر الأبيض المتوسط إلى جنوب جزيرة جربة بالتوازي مع الساحل الشمالي لبحيرة البيبان فقد تشكلت هذه الحضارة على أنقاض ما يمكن اعتباره إمبراطورية «جكتيس» أو البونقية جرجيس القديمة، تلك الإمبراطورية القديمة قدم العهد البونيقي. فما نعرفه اليوم تحت اسم جرجيس إنما يعود تاريخ نشأته في ذلك الموقع المحدد منذ ما يقارب أربعة قرون، حيث كانت المدينة تضم أكثر من مئة عائلة.
تمتد شبه جزيرة جرجيس، التي يحيطها المتوسط جنوبا وشمالا وشرقا، إلى الغرب لتعانق أراضيها قسما كبيرا من سهل جفارة الكبير، ذلك السهل الذي يشهد على تلاشي سلسلة جبال الأطلس في مواقع متباعدة من الجنوب التونسي والمتمثل في الغطاء النباتي الممتد بهذا الموقع المتوسطي الجذاب، ليجعل من جرجيس فضاء جميلا يقيم حلفا رائعا مع الطبيعة ليحوله إلى حقول مترامية الأطراف من كروم العنب والتين وإلى غابات كبيرة من الزياتين وواحات كثيفة من النخيل.
تبدو جرجيس مساحة جغرافية متميزة ذات عطاء زراعي استثنائي مقارنة بالمواقع المجاورة لها والممتدة على الساحل الجنوبي الشرقي التونسي.

## مواقع سياحية

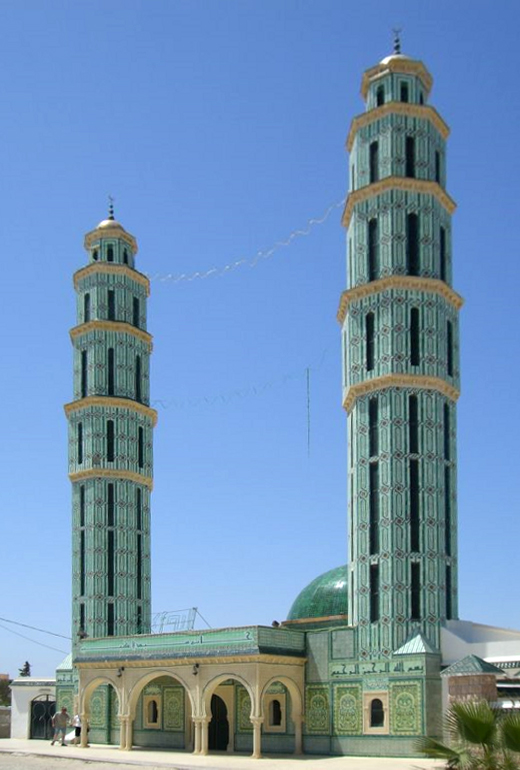
مسجد سيدي كبير

تتمتع معتمدية جرجيس بثروات طبيعية ثرية ومتنوعة تجعلها من أهم الأقطاب السياحية بالبلاد التونسية.
ومن أهم المواقع السياحية نذكر: «العقلة» و«السويحل».
كما تتميز جرجيس بطول سواحلها الرملية التي تصل إلى عشرات الكيلومترات وتزين شواطئها واحات نخيل تعانق الرمال والبحر وتشكل منظرا طبيعيا خلابا يلامس الروعة والجمال حيث الخصوصيات البيئية والفلاحية والخصوصيات الأثرية والثقافية.

### متحف جرجيس
من أحدث ما أنشئ من المتاحف في تونس، ويمتاز بجمعه بين علم الآثار وعلم الإناسة، وكذلك بين التاريخ ونمط الحياة المعاصر.
جرجيس مركز منطقة متجذرة بعمق في التاريخ وآهلة بسكانها المهرة الذين اشتغلوا بخدمة الأرض واستغلال الموارد البحرية منذ أقدم العصور. ولقد نتج عن ذلك إرث عجيب في شكل تراث تاريخي وأثري وجملة من المهارات معروضة في هذا المتحف الذي أقيم في كنيسة قديمة بنيت في بداية القرن العشرين.
والمجموعات المعروضة في هذا المتحف عثر عليها بعد حفريات في عدة مواقع أثرية بشبه جزيرة جرجيس وهي تعود إلى الحضارات المختلفة التي تعاقبت على البلاد التونسية.
وفي قسم ثان يطلع الزائر على نوعية حياة العكاره (وهم سكان شبه الجزيرة) في علاقاتهم العريقة بالأرض والبحر وبالآخرين، من خلال التجارة.
كما يمكن لزائر شبه الجزيرة التمتع بالتجوال في كل من ساحة المدينة العتيقة والسوق البربرية بالمؤانسة وميناء الصيد البحري وواحات حمادي.

### مواقع أثرية وتاريخية
كما تزخر شبه جزيرة جرجيس بالعديد من المواقع الأثرية والتاريخية التي تحكي تاريخا ضاربا في الخصوصية والامتياز.
- ـ موقع زيطا: حيث أسفرت الحفريات التي أقيمت في منطقة زيطا مع بداية القرن الحالي على اكتشاف:
- ميدان روماني محاط بأروقة مسقوفة وساحة مبلطة.
- معبد مخصص للآلهة الرومانية الإفريقية «تانيت» وقد عثر فيه على تماثيل عديدة منقوشة بعناية فائقة.
- نصب تذكارية رخامية، الكثير منها موجود بمتحف» اللوفر» بباريس.
- نقوش يونانية ولاتينية.
- ـ موقع هنشير الكلخ: هو موقع أثري موجود شمال مدينة جرجيس وتكمن قيمته في وجود معلمين هامين:

قاعة متوسطة حفرت بجدرانها الداخلية أشكال مستطيلة لعلها كانت أبراج للحمام.
وليس بعيدا على نفس القاعة، صرح ما زال القليل من جدرانه يشكل معالمه
حوض قد يكشف عن حقل كان الرومان يستعملونه قديما.
- ـ موقع برج القنطرة: يقع البرج الأثري على شاطئ حسي الجربي وتحديدا قرب الطريق الرئيسية الرابطة بين جرجيس وجزيرة جربة «الطريق الرومانية».

ويتكون البرج من أسوار خارجية متينة عالية ومسننة يعلوها برجان مجهزان بسلالم حديدية، وهما بمثابة برجي مراقبة لمتابعة الركاب والبضائع التي تشحن إلى جزيرة جربة على المراكب الشراعية التي كانت الوسيلة الوحيدة لعبور البحر نحو جربة خاصة وأن الطريق الرومانية التي تشق البحر لم ترمم إلا سنة 1952.
توجد أربع قاعات داخل البرج تفتح كلها على ساحة تتوفر بها الشمس والهواء.
ومن جهة الشرق يوجد بهو مسقوف بجملة من القباب تمنح البرج طابعا إسلاميا.
- ـ موقع المغارة: هي مغارة قديمة كانت تستخدم مند قرون كمعصرة لزيت الزيتون حيث نكتشف بها طريقة عصر الزيتون برحى يديرها جمل، وهي محفورة باليد في أرض صخرية تقع في منطقة «قصر الزاوية» التي توجد بين البحر وغابات الزيتون الممتدة.
- ـ موقع شماخ: يوجد على بعد 13 كلم شمال مدينة جرجيس على الطريق الرابطة بين جرجيس وجزيرة جربة.

ولكن هذا الموقع الثري كان ضحية التوسع العمراني الحديث والعشوائي ببناء الكثير من التجمعات السكنية على المنطقة الأثرية العتيقة.
وفي سنة 1909 اكتشف الجنود الفرنسيون نصبا لاتينيا يكشف النص المكتوب عليه أن الوالي الروماني أمر بتشييد مقر السلطة بشماخ سنة 113 ق م
وفي شهر نوفمبر 1988 تم اكتشاف 43 قطعة أثرية في حالة جيدة داخل مقبرة قديمة تم الاحتفاظ بها بمتحف جرجيس.
- ـ موقع برج البيبان: شيد برج البيبان في جنوب شبه جزيرة جرجيس على حافة المصب الرابط بين البحر وبحيرة البيبان لمراقبة البحيرة وخاصة الطريق البحرية المستعملة من قبل تجار الملح.

وقد ذكر البرج في كتب العديد من الرحالة والجغرافيين الرومان وقد ذكروه بأسماء كثيرة منها «زنكاريس/ برايزيوم».

## الاقتصاد

### صيد الإسفنج بجرجيس'
عاصمة صيد الإسفنج في تونس
منطقة جرجيس، الواقعة على بعد 600 كلم جنوبي العاصمة التونسية تونس، عرفت صيد الإسفنج لمدة لا تقل عن قرن من الزمان، ولا تزال تمارسه كنشاط أساسي حتى اليوم. ولقد وفد عليها البحارة الأجانب المتخصصون في صيد الإسفنج منذ عام 1875، ويأتي على رأس قائمة هؤلاء البحارة الإيطاليون والمالطيون. والحقيقة أن جرجيس تمتاز بجودة إنتاجها البحري إجمالا، وبعدة أنواع جيدة من الإسفنج على غرار «الحجامي» و«الجربي» و«الكمامي الجرجيسي»، وهو الذي يعتقد أنه الأكثر جودة بين أصناف الإسفنج. بالنظر لتميزه بجذوره البيضاء. كذلك تخصص بحارة جرجيس في إنتاج الإسفنج الأسود الذي لا يخضع لعملية تنظيف، وذلك خلال موسمين في السنة. يمتد الأول من أكتوبر (تشرين الأول) إلى شهر أبريل (نيسان)، ويكتفي البحارة في هذه الفترة بالصيد في المناطق المتاخمة لبحيرة البيبان القريبة من مدينة جرجيس. في حين يمتد الموسم الثاني طوال فصل الصيف، وهو موسم أقل أهمية، ويكون الصيد فيه على سواحل جزر قرقنة ومدينة صفاقس والساحل الشرقي للبلاد التونسية. سعر الكيلوغرام الواحد من الإسفنج قدر لهذه السنة بـ240 دينارا، ويسعى «مركز التكوين في الصيد البحري بجرجيس» إلى إعداد ربابنة مراكب صيد الإسفنج، وذلك بتعريفهم بكيفية استعمال التجهيزات الملائمة للغوص والتعامل مع الغواص خلال مختلف أوقات العمل. ويسعى كذلك لإبراز طريقة الغوص الذاتي الهادفة إلى تطوير الإنتاج والمحافظة على سلامة المنتوج والغواص معا. وتعد طريقة الصيد بـ«الكماميس» من الطرق التقليدية التي لا يزال يستعملها بحارة جرجيس ومنطقة أجيم الواقعة على سواحل جزيرة جربة. وهي تتمثل في الغوص إلى أعماق البحر من دون التزود بالهواء، بحيث يكون الغواص مسدود فتحتي الأنف ومثقلا بقطعة من الحديد، وهو يغوص داخل الماء لمدة تتراوح بين الدقيقتين والثلاث دقائق، ثم يطفو على سطح البحر محملا بقطع الإسفنج.
إن طريقة الصيد بـ«الكماميس» تتمثل كذلك في اللجوء إلى المراكب الشراعية التي يبلغ طولها في بعض الحالات أربعة أمتار، ويجري عبرها نقل البحارة إلى أماكن الصيد الذي يستعان فيه بالمرآة التي تكشف قاع البحر. وتتمثل هذه الطريقة التقليدية ـ كما عبر عن ذلك بن شويخة ـ في إمساك أحد البحارة بالمرآة، بينما يتولى الثاني الإمساك بقضيب حديدي طوله 21 مترا وفي طرفه الأسفل ثلاثة أنياب حديدية قادرة على اقتلاع الإسفنج من قاع البحر. ويقول بن شويخة إن هذه الطريقة عرفت عددا من التعديلات من بينها الصيد على متن مراكب ذات محركات قادرة على جر ما بين ثلاثة أو أربعة مراكب صغيرة تنتشر بالقرب من المركب ذي المحرك للبحث عن الإسفنج. وبمجرد حصولها على كميات كافية من الإسفنج تعود إلى المركب الرئيسي وتنزل حمولتها فيه، وتعاود الكرة في أعماق البحر. ومن ثم، تدوم مثل هذه العمليات عادة من ست إلى سبع ساعات، ويلجا البحارة إلى هذه الطريقة في الصيد أثناء فصل الشتاء. غير أن طرق صيد الإسفنج تطورت لتشمل طريقة الغوص بالهواء المضغوط أو عن طريق النرجيلة. وهذه الطريقة الأخيرة أدخلت إلى المنطقة عام 1960، وطورت بعد ثماني سنوات، أي سنة 1968، على أيدي بحارة أتراك اشتغلوا على متن مراكب تونسية. وتتمثل هذه الطريقة في الغوص إلى أعماق البحر لاستخراج الإسفنج الذي يقطعه الغواص أو البحار بسكين ثم يضعه في قفص يستخرجه في ما بعد. ويكون البحار مربوطا عن طريق أنبوب للهواء طوله مائة متر يسمى «النرجيلة»، وهو يشبه النرجيلة (الشيشة) في عملية امتصاص الهواء. وتدوم عملية الصيد بالنرجيلة قرابة الساعتين ويغوص البحارة على عمق يتراوح بين 20 و 40 مترا(و يمتاز بعض الغواصون بالغوص في عمق بين 50 و 60 متر ويعرفون ب «غطاصة الفوندو». ويلجأ البحارة إلى مركب بمحرك طوله ما بين 9 و 13 مترا يكون مجهزا بجهاز للتزود بالهواء المضغوط.

### زيت الزيتون
يعتبر زيت الزيتون من أهم الأنشطة الفلاحية في جرجيس حيث أنه يحتل مكانة خاصة ومهمة لدى المتساكنين. حيث يوجد 1,228,700 قدم تحتل مساحة 61,335 هكتار منها 85٪ من الإنتاج الكامل. بلغ إنتاج الحملة 1999 - 2000 59500 طن زيتون، أي ما يعادل 11900 طن من زيت الزيتون. وتتوفر بمعتمدية جرجيس ما يزيد عن 60 معصرة بين عصرية وتقليدية.
ينطلق موسم جني الزيتون بجرجيس يوم 01 نوفمبر تشرين الثاني من كل سنة تزامنا مع موعد انطلاق موسم جني الزيتون على النطاق الوطني. وقد اتخذت السلطات الجهوية في مجالات الفلاحة والتجهيز والصحة كافة الإجراءات اللازمة لإنجاح الموسم. وتوقع المختصون وجود صابة جيدة تقدر ب 50 ألف طن من الزيتون بولاية مدنين تحتل منها معتمدية جرجيس النصيب الأوفر بحوالي 6.500 طن من الزيت وفق ما صرح به أحمد الصهباني رئيس الاتحاد المحلي للفلاحة والصيد البحري بجرجيس.
حيث تمكن المركز الجهوي للديوان الوطني للزيت بجرجيس من تصدير 270 طنا من زيت الزيتون البكر الممتاز نحو إيطاليا وقد انطلق في استعداداته لموسم الجني الجديد 2017-2018 وفق ما صرح به مدير المركز السيد عادل بن ضو للإعلام.

### الصيد البحري
تتميز جرجيس كذلك بنشاطها في الصيد، إذ تعتبر بحيرة البيبان منطقة لتواجد أجود أنواع السمك في البحر الأبيض المتوسط. كما يوجد ميناء للصيد البحري ومركز تكوين مهني للصيد البحري.

### ميناء جرجيس
يوجد في المدينة أيضا ميناء جرجيس تجاري حكومي تتأسس سنة 1988.
حيث أرست أول باخرة لنقل المسافرين عبر الخط البحري الجديد مرسيليا – جرجيس مساء الأربعاء 5 جويلية 2017، بالميناء التجاري بجرجيس وأقلت 2150 راكبا و 620 سيارة.

### السياحية
تعتبر السياحة عنصر أساسي ومهم للغاية في مدينة جرجيس، وذلك لموقعها السياحي، فهي شبه جزيرة تمتاز بشواطئها الرملية الجميلة وأشجار النخيل. كذلك لقربها من جزيرة جربة.

### الملح
الملح في مدينة جرجيس هو ثروة طبيعيّة مهمة، ومكون لاقتصاد البلاد. حيث تم تسجيل تصدير 84367 طنّا بين ملح غذائي وبحري نحو بلدان أوروبية خاصة فرنسا وإيطاليا واليونان خلال شهر ديسمبر 2017 حسب شركة كوتيزال المنتصبة في جرجيس.

### المنطقة الحرة
يوجد في الجمهورية التونسية فضاءان للأنشطة الاقتصادية (المنطقة الحرة) أحدهم بمدينة بنزرت والآخر بمدينة جرجيس .

## أصل التسمية
تعود تسمية جرجيس إلى ملك سبيطلة الظالم جرجوس الذي أطلق عليه المسلمون اسم جرجير والذي قُتل بعد الفتح الإسلامي وأسرت ابنته .